# Робер Дефоссе
Робер Дефоссе (фр. Robert Défossé, 19 червня 1909, Льєвен — 30 серпня 1973) — французький футболіст, що грав на позиції воротаря, зокрема, за клуб «Лілль», а також національну збірну Франції. Чемпіон Франції. 

## Клубна кар'єра
У футболі дебютував 1932 року виступами за «Лілль», в якому провів шість сезонів, взявши участь у 140 матчах чемпіонату.  Більшість часу, проведеного у складі «Лілля», був основним голкіпером команди.
Завершив професійну ігрову кар'єру у клубі «Ред Стар», за команду якого виступав протягом 1938—1939 років.

## Виступи за збірну
1933 року дебютував в офіційних матчах у складі національної збірної Франції. Протягом кар'єри у національній команді, яка тривала 4 роки, провів у її формі 9 матчів.
Був присутній в заявці збірної на чемпіонаті світу 1934 року в Італії, але на поле не виходив.
Помер 30 серпня 1973 року на 65-му році життя.

## Титули і досягнення
- Чемпіон Франції (1):

«Олімпік» (Лілль): 1932-1933